# Famille von Haartman
von Haartman  est le nom d'une famille de la noblesse de Finlande.

## Membres de la famille

### Membres nobles (von Haartman)
- Gabriel Erik von Haartman (fi) (1757–1815), professeur
- Lars Gabriel von Haartman (fi) (1789–1859), politicien
- Carl Daniel von Haartman (fi) (1792–1877), chercheur
- Carl Frans Gabriel von Haartman (fi) (1819–1888), chercheur
- Victor von Haartman (fi) (1830–1895), sénateur
- Fridolf Rafael von Haartman (fi) (1839–1902), conseiller d’État
- Hedvig von Haartman (fi) (1862–1902),
- Greta von Haartman (fi) (1889–1948), chanteuse
- Carl von Haartman (fi) (1897–1980), militaire
- Lars Arvid Axel von Haartman (fi) (1919–1998), professeur
- Monica von Haartman (fi) (1920–1946), poète

### Membres non nobles (Haartman)
- Johan Haartman (fi) (1682–1737),philosophe
- Jakob Haartman (fi) (1717–1788), prêtre
- Johan Haartman (fi) (1725–1785), professeur
- Axel Haartman (fi) (1877–1969), peintre